# Allorhiscosoma sphinx
Allorhiscosoma sphinx är en mångfotingart som beskrevs av Karl Wilhelm Verhoeff 1907. Allorhiscosoma sphinx ingår i släktet Allorhiscosoma och familjen Attemsiidae. Inga underarter finns listade i Catalogue of Life.